# Yuki Yamada
Yuki Yamada (japanisch 山田 勇樹, Yamada Yūki; * 24. Juli 1983 in Fukuoka) ist ein japanischer Dartspieler.

## Karriere
Yuki Yamada, der aus dem E-Dart kommt, machte erstmals 2006 auf sich aufmerksam, als er bei den Japan Open sich bis ins Achtelfinale spielen konnte. Bei den  Japan Darts Masters 2015 unterlag er in der ersten Runde dem Schotten Gary Anderson. Beim japanischen Qualifikationsturnier für die PDC World Darts Championship 2016 verpasste er durch eine Niederlage im Finale gegen Keita Ono seine erste WM-Teilnahme. 2016 und 2017 versuchte er vergeblich sich über die Q-School eine Tourkarte zu erspielen. Beim World Cup of Darts 2017 vertrat er zusammen mit Haruki Muramatsu sein Land, wo die beiden jedoch in der ersten Runde den Spaniern Cristo Reyes und Toni Alcinas unterlagen. 2019 konnte Yamada auf der PDC Asian Tour ein Turnier gewinnen und sich als Vierter der Tour erfolgreich für die Weltmeisterschaft 2020 qualifizieren. Bei seinem Weltmeisterschaftsdebüt konnte er mit einem 3:1-Sieg über Ryan Meikle in die zweite Runde einziehen, wo er jedoch gegen den Engländer Darren Webster nur ein Leg gewann und mit 0:3 Sätzen ausschied. Anfang 2020 versuchte sich der Japaner erneut an der Q-School, konnte jedoch auch dieses Mal keine Tourkarte gewinnen. Zusammen mit Seigo Asada vertrat er beim World Cup of Darts 2020 Japan zum zweiten Mal. Die beiden unterlagen jedoch dem Schottischen Team mit 3:5.
Nachdem Yamada zwischenzeitlich von der Bildfläche verschwunden war, absolvierte er erfolgreich den PDJ Japanese Qualifier für die PDC World Darts Championship 2022, wo er allerdings mit 0:3 gegen Callan Rydz chancenlos war. Später qualifizierte er sich Ende September 2022 für die Erstaustragung der PDC Asian Championship. Seine Vorrundengruppe konnte er dabei erfolgreich abschließen, und auch das Achtelfinale gewinnen. Im Viertelfinale unterlag er jedoch Tōru Suzuki mit 5:6 und verpasste somit denkbar knapp die WM-Qualifikation.
Beim Bahrain Darts Masters 2023 war Yamada daraufhin mit dabei. Er traf in Runde eins auf Raymond van Barneveld und verlor mit 2:6. Daraufhin trat er, wenn überhaupt, bei der Asian Tour in Erscheinung, wo er sowohl 2023 als auch 2024 einmal das Achtelfinale. 2025 nahm Yamada an der European Q-School teil. Er gewann an den ersten beiden Tagen drei Spiele, trat am dritten Tag jedoch nicht mehr an und qualifizierte sich auch nicht für die Final Stage.

## Weltmeisterschaftsresultate

### PDC
- 2020: 2. Runde (0:3-Niederlage gegen  Darren Webster)
- 2022: 1. Runde (0:3-Niederlage gegen  Callan Rydz)